# Auguste Mangeot
Pour les articles homonymes, voir Mangeot.
Auguste Mangeot est un pianiste et critique musical français né le 2 janvier 1873 à Nancy et mort le 5 février 1942 à Paris, fondateur avec Alfred Cortot de l'École normale de musique de Paris.

## Biographie
Né en 1873, il est issu d'une famille de facteurs de piano, fils d'Édouard Mangeot (créateur avec Arthur Dandelot en 1889 de la revue Le Monde musical)  et de Christine Lapoulle. Il est le frère d' André Louis Mangeot 1883-1970, violoniste, et de Madeleine Mangeot, épouse d'Arthur Dandelot et mère de Georges Dandelot. Auguste Mangeot écrit pour la revue créée par son père et qu'il dirige. 
Il publie en 1909 un ouvrage de 124 pages sur La Paix universelle et le désarmement militaire par l'organisation de la volonté des nations. Il fonde en 1919 avec Alfred Cortot l'École normale de musique de Paris. Admirateur entre autres d'André Caplet et de Leoš Janáček, il crée le Concertino de ce dernier en 1928 à Londres. Il meurt à Paris en février 1942. Il était le père de Jean Mangeot.

## Un sonnet
Auguste Mangeot publia dans Le Monde musical le sonnet suivant qu'il trouvait admirable bien qu'adressé par un correspondant anonyme : 
Musique, tu me fus un palais enchanté

Au seuil duquel menaient d'insignes avenues

Nuit et jour, des vitraux aux flammes continues,

Glissait une adorable et vibrante clarté.

 

Et des chœurs alternant, – dames de volupté,

Oréades, ondins, faunes, prêtresses nues, –

Toute la joie ardente essorait vers les nues,

Et toute la langueur et toute la beauté.

 

Sur un seul vœu de moi, désir chaste ou lyrique,

Ta fertile magie a toujours, ô musique :

Bercé mon tendre songe ou mon brillant désir.

 

Et quand viendra l'instant ténébreux et suprême,

Tu sauras me donner le bonheur de mourir,

En refermant les bras sur le Rêve que j'aime !
Mal lui en prit car le poème contenait un acrostiche : « Mangeot est bête » et son auteur n'était autre que Willy avec lequel il s'était violemment querellé.